# Nonazochis graphialis
Nonazochis graphialis là một loài bướm đêm trong họ Crambidae. Chúng là loài duy nhất trong chi Nonazochis, được William Schaus mô tả đầu tiên vào năm 1912, thường được tìm thấy ở Costa Rica và Honduras.